# Love.net
Love.net – bułgarski melodramat filmowy z 2011 roku, w reżyserii Ilijana Dżewelekowa, będący zbiorem różnych historii internetowych.
W filmie występują popularni bułgarscy aktorzy, m.in. Christo Szopow, ponadto zadebiutował w nim brytyjski wokalista rock’n’rollowy i bluesowy John Lawton.
Film zdobył nagrodę dla najlepszego reżysera, operatora, scenografa i montażysty Bułgarskiej Akademii Filmowej w 2011 roku oraz nagrody Złotej Róży za najlepszy scenariusz i główną rolę kobiecą na Festiwalu Bułgarskiego Kina Dramatycznego w 2011 roku.
Premiera filmu miała miejsce w Bułgarii 1 kwietnia 2011 roku.

## Fabuła
Film przedstawia kilka równoległych historii różnych bohaterów, którzy próbują zmienić swoje życie przez Internet albo bawią się w sieci.

## Obsada
| Aktor                  | Rola            |
| ---------------------- | --------------- |
| Christo Szopow         | Filip Bogatew   |
| Zachari Bacharow       | Andrej Bogatew  |
| Lilija Marawila        | Miła Bogatewa   |
| Kojna Rusewa           | Emilija         |
| Dijana Dobrewa         | Joana           |
| Dilana Popowa          | Niki            |
| John Lawton            | John Johnson    |
| Łora Czeszmedżijewa    | Dewora          |
| Jordanka Kuzmanowa     | Dora            |
| Teodor Awramow         | Toni Bogatew    |
| Władimir Penew         | szef            |
| Mick Box               | Martin          |
| Delan Dabow            | Sławi           |
| Ewgenija Wasilewa      | Ani Kontrata    |
| Jordan Sławejkow       | młody mężczyzna |
| Nikołaj Stanoew        | Saszo           |
| Caroline Haines        | Elizabeth       |
| Sweżen Mładenow        | kochanek        |
| Lidija Indżowa         |                 |
| Nadija Terżumanowa     |                 |
| Nikołaj Wyrbanow       | anestezjolog    |
| Petja Aleksandrowa     |                 |
| Rada Welinowa          |                 |
| Toni Karabaszew        |                 |
| Złateto Keremedczijewa | imprezowiczka   |
| Welizara Stojanowa     |                 |
| Ekaterina Temełkowa    |                 |
| Desisława Bakardżijewa |                 |
| Alenija Mangurowa      | Zara            |
| Monika Zgurowa         | Kamelija        |

## Realizacja
W 2007 roku projekt Love.net zdobył dotację od Narodowego Centrum Filmowego Bułgarii. Przed rozpoczęciem pracy nad scenariuszem, producenci wraz z właścicielami największego bułgarskiego serwisu randkowego elmaz.com zgodzili się współpracować na wszystkich etapach tworzenia i promocji filmu. 3 grudnia 2007 roku administrator witryny elmaz.com ujawnił użytkownikom plany rozpoczęcia przygotowania do filmu Love.net. Przez dwa miesiące użytkownicy elmaz.com mieli możliwość wysyłania krótkich opisów swoich historii, których przeżyli przez Internet. W okresie od 3 grudnia 2007 roku do 31 stycznia 2008 roku uzyskano 7346 historii. Wykorzystano opowieści często zdarzające się w rzeczywistości.
Neli Dimitrowa, Matej Konstantinow, Ilijan Dżewelekow i Aleksandra Fuczanska pracowali nad scenariuszem od początku 2008 roku do września 2009 roku. Film został nakręcony w 10 tygodni, w dwóch okresach. Od 29 października do 22 grudnia 2009 roku był kręcony w Bułgarii, następnie od marca 2010 roku ekipa filmu kręciła w Wielkiej Brytanii i Sofii. Montaż filmu trwał od kwietnia do września 2010 roku, a film został ukończony na początku 2011 rok. Pierwsza premiera filmu odbyła się w Bułgarii 1 kwietnia 2011 roku. Od 18 listopada 2011 roku film można oglądać online za pośrednictwem strony netcinema.bg.

## Nagrody[3]
| Rok ceremonii | Organizator                                  | Nagroda |
| ------------- | -------------------------------------------- | --- |
| 2010          | Moskiewski Międzynarodowy Festiwal Filmowy   | Wyróżnienie |
| 2011          | Festiwal Bułgarskiego Kina Dramatycznego     | Złatna Roza Najlepszy scenariusz: Neli Dimitrowa, Matej Konstantinow, Ilijan Dżewelekow Najlepsza główna rola kobieca: Lilija Maraviglia Najlepszy reżyserski debiut: Ilijan Dżebelekow |
| 2011          | Bratysławski Międzynarodowy Festiwal Filmowy | Wyróżnienie |
| 2011          | Kalkucki Międzynarodowy Festiwal Filmowy     | Wyróżnienie |
| 2011          | Bahamski Międzynarodowy Festiwal Filmowy     | Wyróżnienie |
| 2011          | Bułgarska Akademia Filmowa                   | Nagroda Najlepszy reżyser: Ilijan Dżewelekow Najlepszy operator: Emił Christow Najlepsza scenografa: Georgi Dimitrow Najlepszy montażysta: Aleksandra Fuczanska Wyróżnienie Najlepszy melodramat Najlepsza rola kobieca: Lilija Maraviglia Najlepszy scenariusz: Neli Dimitrowa, Matej Konstantinow, Ilijan Dżebelekow Najlepszego kompozytor: Petko Manczew Najlepszy kostiumograf: Kristina Tomowa, Siłwija Władimirowa |
| 2012          | Rumuński Międzynarodowy Festiwal Filmowy     | Wyróżnienie |
| 2012          | Cypryjski Międzynarodowy Festiwal Filmowy    | Wyróżnienie |